# 매드 해터

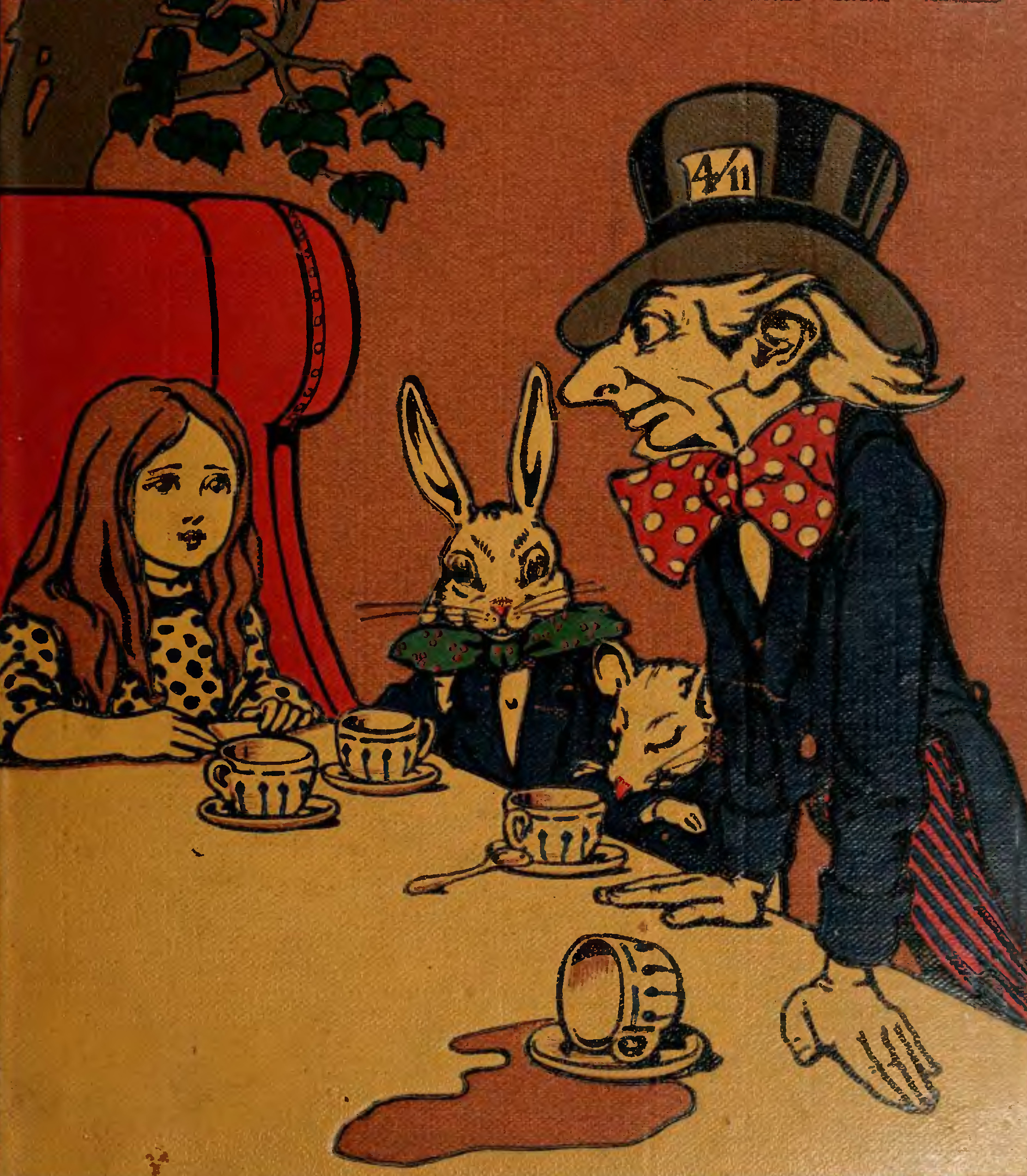
1907

매드 해터(Mad Hatter)는 루이스 캐럴의 소설 이상한 나라의 앨리스에 등장하는 인물이다. 모자 장수라고도 번역되며, 앨리스와 이상한 다과회를 갖는다. 하트 여왕의 징계로 영원히 다과 시간에만 머물러 있어야 하는 벌을 받았다.